# Marek Otisk
Marek Otisk (11 kwietnia 1976 w Ostrawie) – czeski filozof i historyk filozofii.

## Życiorys
Po maturze studiował filozofię i historię na Wydziale Filozoficznym Uniwersytetu Masaryka (1994–1999). Studia doktoranckie ukończył na tej uczelni w 2002 roku i rozpoczął pracę w Instytucie Filozofii Akademii Nauk Republiki Czeskiej. W tym samym roku został wykładowcą Wydziału Filozofii Uniwersytetu Ostrawskiego. Habilitował się w 2010 roku na Uniwersytecie Palackiego w Ołomuńcu. W swoich pracach skupia się na filozofii średniowiecznej, zwłaszcza na poglądach Anzelma z Canterbury i filozofii arabskiej.